# جامعة قرطبة
جامعة قرطبة هي جامعة إسلامية تقع في آشبورن فيرجينيا الولايات المتحدة. تتكون الجامعة من كلية الدراسات العليا للعلوم الإسلامية والاجتماعية ومدرسة قرطبة للدراسات المهنية. كلية الدراسات العليا هي جزء من برنامج وزارة الدفاع الأمريكية لتدريب العسكريين المسلمين الذي أنتج أول شيخ مسلم لقوات مشاة البحرية الأمريكية. كلية الدراسات العليا هي عضو منتسب في اتحاد واشنطن اللاهوتي.